# سربلند (فیلم ۲۰۱۵)
سربلند (فرانسوی: La Tête haute‎) فیلمی در ژانر درام به کارگردانی امانوئل برکو است که در سال ۲۰۱۵ منتشر شد. از بازیگران آن می‌توان به بونوآ ماژیمل و کاترین دنو اشاره کرد. سربلند فیلم افتتاحیه جشنواره فیلم کن ۲۰۱۵ است.